# Taquigrafia

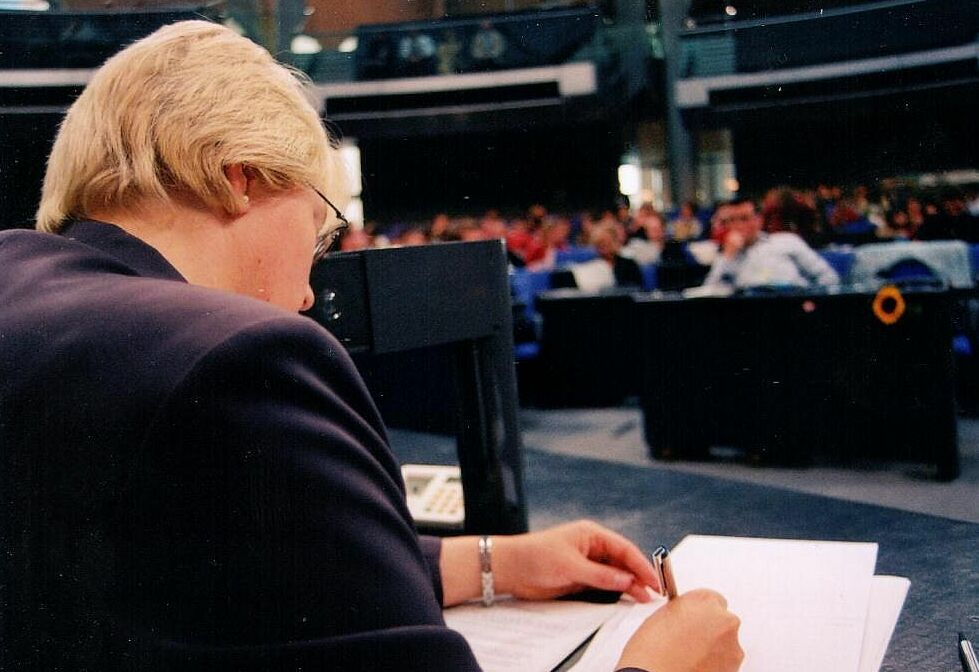
Taquigrafista no parlamento da Alemanha, o Bundestag.

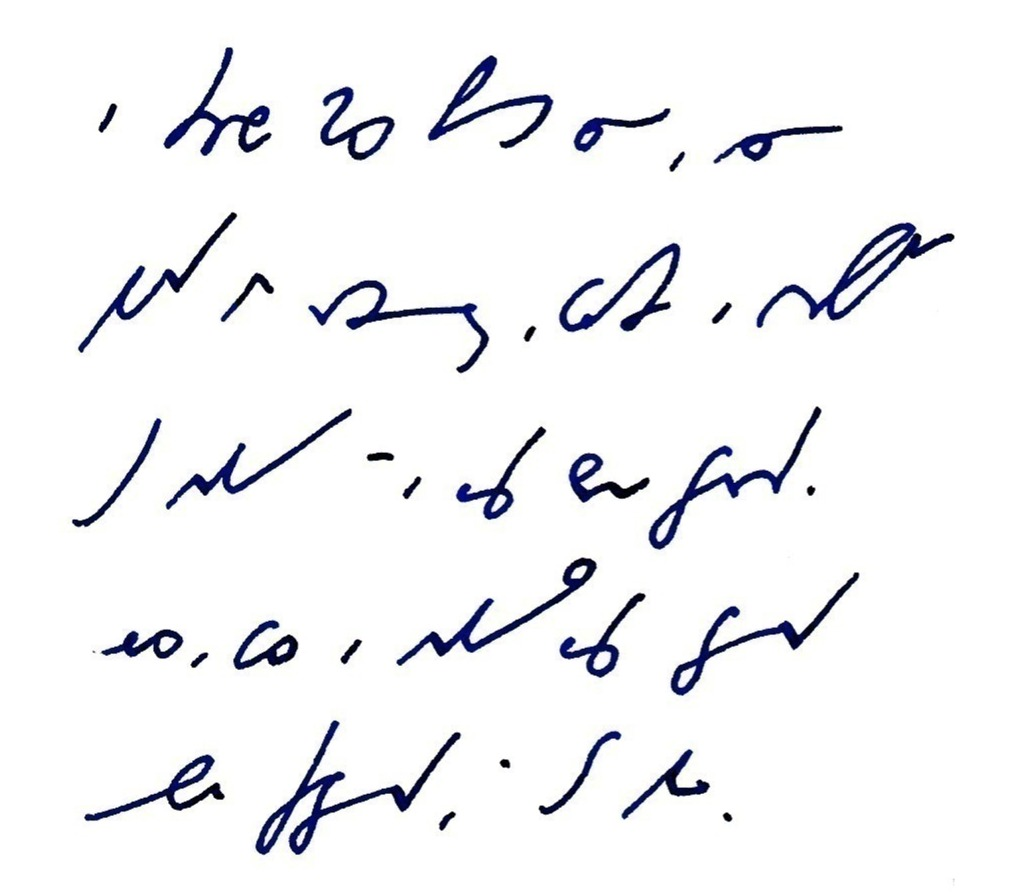
Citação de Adolph Kolping taquigrafada no sistema alemão Deutsche Einheitskurzschrift.

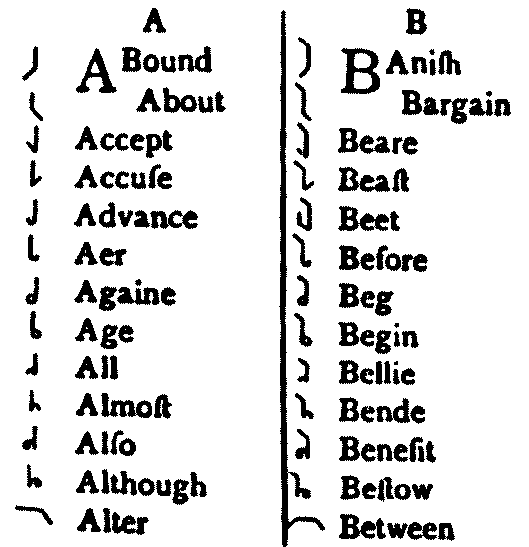
Extrato do sistema do inglês Bright.

Taquigrafia (do grego tachys = rápido e grafia = escrita) ou estenografia (do grego: στενός, stenos, "estreito", e γράφειν, graphein: "escrever", "gravar") é um termo geral que define todo método abreviado ou simbólico de escrita, com o objetivo de melhorar a velocidade da escrita ou a brevidade, em comparação com um método padrão de escrita. Em Portugal o termo taquigrafia é mais conhecido por estenografia.
A diferença entre taquigrafia e estenotipia (do inglês: stenotype) é que a taquigrafia é feita à mão, geralmente usando lápis ou caneta; já a estenotipia utiliza máquinas próprias na composição dos taquigramas. Os sistemas típicos da taquigrafia fornecem símbolos ou abreviaturas para as palavras e as frases comuns, o que permite que alguém, bem treinado no sistema, escreva tão rapidamente que possa acompanhar as falas de um discurso.
Há muitos métodos taquigráficos diferentes no mundo inteiro e muitos foram adaptados para a língua portuguesa.

## História
A primeira indicação conhecida de sistemas taquigráficos é do Partenon na Grécia Antiga, onde uma placa de mármore com inscrições de meados do Século IV a.C. foi encontrada. Isso mostra um sistema de escrita baseado principalmente em vogais, usando certas modificações para indicar consoantes. A taquigrafia helenística é relatada a partir do Século II a.C., embora haja indicações de que possa ser mais antiga. A referência datável mais antiga é um contrato do Oriente Médio, declarando que Oxyrhynchos dá ao "semiógrafo" Apolônio por dois anos para aprender a taquigrafia. A taquigrafia helenística consistia em sinais de radicais de palavras e sinais de terminação de palavras. Com o tempo, muitos sinais silábicos foram desenvolvidos.
A taquigrafia foi usada pelos fenícios e gregos, e em Roma desde a época de Cícero, segundo Plutarco. Em Roma chamava-se "notae tironianae" (um sistema de cerca de 4000 símbolos que substituíram as raízes verbais ou suas letras finais), pois foi usado e aperfeiçoado por Marco Túlio Tirão (?–c. 4 a.C.), escravo (posteriormente liberto) e secretário de Cícero, por volta de 70 aC. Um sistema semelhante ao de Tirão parece ser atribuído a Mecenas, segundo Dio Cassius. Pouco depois, o sistema foi encomendado em forma de dicionário por Sêneca, chamando-o de "Notas de Puxão e Sêneca". No entanto, caiu quase completamente no esquecimento com a invasão dos bárbaros.
Posteriormente, foi restabelecido na Idade Moderna. Tudo recomeçou na Inglaterra, quando o médico e sacerdote inglês Timothy Bright (cerca de 1551—1615) publicou em 1558 o sistema de taquigrafia Characterie, propiciando o renascimento da taquigrafia. Seguiu, a partir do Século XVII, pela França, Holanda, Alemanha (este por Franz Xaver Gabelsberger, em 1834, que baseou-se em três princípios: gráfico, fonético e linguístico-etimológico, e que teve como inspiração a escrita cursiva). Veio para a Itália no Século XVIII (através de Emilio Amanti, mas aperfeiçoado por Filippo Delpino) e para a Espanha em 1800. O inventor da taquigrafia espanhola é considerado o valenciano Francisco de Paula Martí, em 1802. Seu sistema é considerado o mais perfeito dos conhecidos até o Século XIX.
O termo "taquigrafia" foi usado pela primeira vez por Thomas Shelton em 1641, depois por Coulon de Thévenot em 1776 e finalmente adotado por Martí. O inglês John Willis, inventor do primeiro sistema geométrico, o chamou de estenografia.

## No Brasil
No Brasil o método mais usado no Legislativo e Judiciário brasileiro é o sistema inventado pelo gravador e taquigráfico espanhol Francisco de Paula Martí Mora (1761–1827), porém o método de taquigrafia mais comum é o de Oscar Leite Alves (1902–1974).
O método Leite Alves é um dos diversos métodos de taquigrafia especialmente criados para a língua portuguesa.
Oscar Leite Alves nasceu em São Carlos do Pinhal no dia 20 de março de 1902. Na faculdade de medicina tinha o costume de taquigrafar as aulas e vender para os colegas, por tal motivo ficou conhecido como "taquigrafo". No final do curso, em 1929, elaborou um novo método de taquigrafia. No dia 19 de fevereiro de 1929, sob o número 4.826, registrou o seu livro: “NOVO MÉTODO DE TAQUIGRAFIA”, no Ministério da Cultura. O aludido método foi elaborado especialmente para o idioma português.[carece de fontes?]
Consiste em atribuir um taquigrama para cada som vogal, consonantal ou par de fonemas homorgânicos (P, B - Q, G - T, D - F, V - S, C - X, G), diferente do português que utiliza um conjunto de letras para representar um som. Existem dez taquigramas que representam o som das consoantes, os seis fonemas homorgânicos já apresentados e as consoantes: L, M, N e R. E seis vogais (a vogal E é separada entre aguda e grave)
Mas apenas isso não faz com que a taquigrafia seja rápida, existem 40 "terminações" (conhecidas no português como sufixos), que são pequenos símbolos que ficam ao lado do taquigrama e indicam como a palavra termina: em uma pessoa de um tempo verbal, no infinitivo, no particípio, no gerúndio, entre outros.
Com essas lições dominadas a fase de alfabetização esta completa. Dando início aos treinos de velocidade, onde, de forma gradual se taquigrafa mais rápido e se aprende novas as palavras: as "arbitrárias", que são traçados específicos para cada palavra, frase ou expressões mais utilizadas, que muitas vezes fogem das regras da alfabetização, mas tornam a escrita muito mais rápida, fazendo a arte de taquigrafar ser uma tarefa possível.

## Método de taquigrafia Rogério Mascarenhas
O método Rogério Mascarenhas, como os demais, buscou subsídio na geometria, através de sinais combinados, retos e curvos. A escrita é totalmente fonética; o aluno deve registrar, portanto, tudo o que ouve, sem se preocupar, nos apanhamentos taquigráficos, com a ortografia, pontuação e acentuação.
Inspirado no tradicional sistema francês de Prépéan (adaptação de Aimé-Paris  M. Jules Meysmans), que serviu de base para o desenvolvimento da nossa estrutura e a de inúmeros métodos adotados, tais como: Oscar Leite Alves (1926), Paulo Gonçalves (1958), Moacyr Scolástico (1976), etc.
São enumeradas, a seguir, as principais inovações: eliminação dos sinais grossos, dobrados e da angulação, tão comum em diversos métodos empregados. A grafia é definitiva desde a primeira lição. Os sinais terminais ou terminações são racionais e de fácil memorização. Porém, a grande novidade é a criação dos sinais reduzidos ou reduções, com a aglutinação das consoantes TE-DE/TRE-DRE-/TLE-DLE, na formação das palavras, diminuindo, ainda mais, os sinais dos taquigramas, tornando a escrita leve e de fácil conversão.